# Marlborough College
Das Marlborough College ist eine Schule in der Stadt Marlborough in der Grafschaft Wiltshire, England.
Sie wurde 1843 in der Stadt Marlborough in Wiltshire als Schule für die Söhne von Geistlichen der Anglikanischen Kirche gegründet. Marlborough College ist eine Independent School, sie wurde aber nicht im Public Schools Act von 1868 genannt, obwohl sie den dort genannten Schulen ähnlich gestaltet wurde. Die Schule hat heute etwa 800 Schüler und Schülerinnen und gehörte 1968 zu den ersten der bedeutenden Independent Schools, die Mädchen zuließen. Marlborough College war auch die erste Public School, die in den 1920er Jahren ein als Fagging bekanntes Burschendienst- und Strafregime, das ältere Schüler über jüngere Schüler ausübten, offiziell abschaffte.
Marlborough College hat eine große Zahl von ehemaligen Schülern, die Old Marlburians genannt werden.

## Geschichte
Ursprünglich gab es nur Schüler und keine Schülerinnen. Die erste Schülerinnen sind im Jahr 1968 in die Schule gekommen. Die Schule wurde 1989 vollständig koedukativ.
Die derzeitige Schulleiterin ist Mrs Louise Moelwyn-Hughes.

## Schuldirektor
- 1843–1851 Matthew Wilkinson
- 1852–1858 George Edward Lynch Cotton
- 1858–1870 George Granville Bradley
- 1871–1876 Frederick William Farrar
- 1876–1903 George Charles Bell
- 1903–1911 Frank Fletcher
- 1911–1916 St John Basil Wynne Willson
- 1916–1926 Cyril Norwood
- 1926–1939 George Charlewood Turner
- 1939–1952 Francis Melville Heywood
- 1952–1961 Thomas Ronald Garnett
- 1961–1972 John Christopher Dancy
- 1972–1986 Roger Wykeham Ellis
- 1986–1993 David Robert Cope
- 1993–2003 Edward John Humphrey Gould
- 2004–2012 Nicholas Alexander Sampson
- 2012–2018 Jonathan Leigh
- seit 2018 Louise Moelwyn-Hughes

## Alumni
- Robert Addie
- John Baker
- Gerald Barry
- Edward Frederic Benson
- Anthony Blunt
- Wilfrid Jasper Walter Blunt
- Tim Boswell, Baron Boswell of Aynho
- Charles Boys
- Nigel Bridge, Baron Bridge of Harwich
- John Brightman, Baron Brightman
- Henry Brooke, Baron Brooke of Cumnor
- Peter Brooke, Baron Brooke of Sutton Mandeville
- Eugenie Brooksbank
- Philip Burne-Jones
- Rab Butler
- Chris de Burgh
- Catherine, Princess of Wales[3]
- John L. Cloudsley-Thompson
- Robert Manuel Cook
- Osbert Crawford
- Tony Deane-Drummond
- Nick Drake
- Bill Newton Dunn
- Samuel Charles Elworthy
- Ulick Richardson Evans
- J. Meade Falkner
- Geoffrey Fisher
- Hugh Foss
- William Warde Fowler
- Ian Fraser, Baron Fraser of Lonsdale
- Richard Frith
- Archibald E. Garrod
- Raynor Goddard, Baron Goddard
- Colin Gordon
- Alastair Goodlad
- Philip Grierson
- Charles Keightley
- Richard MacGillivray Dawkins
- Tim Halliday
- Daniel Hannan
- Denys Haynes
- Nicholas Hill-Norton
- Leonard Trelawny Hobhouse
- John Hunt, Baron Hunt
- Anthony Hurd, Baron Hurd
- Robin Janvrin, Baron Janvrin
- Richard Jordan
- William Jowitt, 1. Earl Jowitt
- Christopher Lloyd
- Donald Lynden-Bell
- Louis MacNeice
- Nevil Macready
- Mark Malloch Brown, Baron Malloch-Brown
- Christopher Martin-Jenkins
- John Maples, Baron Maples
- Reginald Walter Maudslay
- Peter Medawar
- Edward Meyrick
- Pippa Middleton
- David C. Morley
- William Morris
- Eric Nares
- James Newcome
- Beverley Nichols
- Redmond O’Hanlon
- Hugh Pelham
- Mark Phillips
- Ben Pimlott
- John Earle Raven
- James Robertson Justice
- Clive Rose
- James Runcie
- Mark Santer
- Siegfried Sassoon[4]
- Vernon Sewell
- Malcolm Sinclair, 20. Earl of Caithness
- Charles Sorley
- John Wilfred Stanier
- Hugh Stockwell
- Harry Rawson
- Richard Taswell Richardson
- Herbert Christopher Robinson
- Hallam Tennyson, 2. Baron Tennyson
- Ernest Thesiger
- Edward Thompson
- Mark Tomlinson
- Everard Im Thurn
- Dennis Vosper, Baron Runcorn
- C. T. C. Wall
- Piers Wedgwood, 4. Baron Wedgwood
- Jack Whitehall[5]
- Penry Williams
- Arthur Winnington-Ingram
- Evelyn Henry Wood
- Patrick Wright, Baron Wright of Richmond
- Prinzessin Eugenie of York[6]
- John Zachary Young
- Alex Younger
- David White

## Belege
1. 1 2  College History. In: Marlborough College. Abgerufen am 27. Januar 2021 (britisches Englisch).
2. ↑  Marlborough College – GOV.UK. Abgerufen am 27. Januar 2021 (englisch).
3. ↑  Offizieller Lebenslauf der Duchess of Cambridge
4. ↑  The Siegfried Sassoon Collection | First World War Poetry Digital Archive. Abgerufen am 27. Januar 2021.
5. ↑  Jack Whitehall Größe, Gewicht, Alter, Körperstatistik. Abgerufen am 27. Januar 2021.
6. ↑  Das ist Prinzessin Eugenie, die dritte Enkelin der Queen. 9. Oktober 2018, abgerufen am 27. Januar 2021 (deutsch).

Koordinaten: 51° 25′ 0,1″ N, 1° 44′ 10,3″ W